# 霧島市立大田小学校
霧島市立大田小学校（きりしましりつ おおたしょうがっこう）は、鹿児島県霧島市霧島町田口にある市立の小学校。

## 概要
霧島市霧島中央部に位置する小学校である。

## 沿革
- 1879年（明治12年） - 大窪小学校、田口小学校の2校が設立。
- 1901年(明治34年) - 2校が統合し大田尋常小学校が設立。
- 2005年（平成17年） - 国分市と姶良郡6町の新設合併に伴い、霧島市立大田小学校と改称。